# Cinta de Oro
Jorge Arias Rodríguez (El Paso, Texas; 5 de septiembre  de 1977) es un luchador profesional mexicano-estadounidense quien actualmente trabaja en el circuito independiente bajo el nombre de Cinta de Oro. Arias ha trabajado desde el año 1996 como Incógnito en el circuito independiente mexicano y estadounidense, así como en la promoción de lucha libre profesional Asistencia Asesoría y Administración (AAA) en México y Chikara en Estados Unidos. En la WWE luchó bajo el nombre de Sin Cara (Negro) para posteriormente perder la máscara y el nombre a manos del Sin Cara (Azul) , después luchó sin máscara  como Hunico y posteriormente volviendo a usar el personaje de Sin Cara reemplazando al primer luchador que lo interpretó después de la salida del original de la WWE, así es como vuelve a usar máscara y a tomar el personaje de Sin Cara II desde 2014 a 2019. Actualmente es el IOCW Championship y el campeón peso completo de The Crash en sus primeros reinados 
Entre sus logros destaca ser una vez Campeón en Parejas de NXT junto a Kalisto, también destaca haber logrado el IOCW Championship y el Campeonato de Peso Completo de The Crash.

## Carrera

### Circuito independiente (2000-2004)
Arriaga comenzó a luchar en la Burges High School, donde fue campeón del estado varias veces. Luego se embarcó en una carrera profesional, debutando en Ciudad Juárez, Chihuahua en la década de 2000 bajo el nombre de "Místico". Sin embargo, no pudo seguir usando el nombre debido al registro previo del personaje Místico en 1999 por Francisco Alonso Lutteroth, promotor del Consejo Mundial de Lucha Libre (CMLL). Al popularizarse el personaje, Arriaga se vio obligado a usar los nombres de Mystico o Mystico de Juárez para diferenciarse del original.
El 2 de febrero de 2004 derrotó a Nicho el Millonario para ganar el Campeonato Peso Medio de la WWA, pero fue despojado del título en marzo, cuando tuvo que dejar de luchar en Tijuana, Baja California.

### Asistencia Asesoría y Administración (2004-2005)
A principios de 2004 comenzó a trabajar regularmente para Asistencia Asesoría y Administración (AAA), rival del CMLL en México, por lo que empezó a usar el nombre de Incognito para evitar problemas con la otra empresa. Firmó con AAA por más de un año, pero hizo pocas apariciones, pasando la mayor parte de su tiempo entrenando en la escuela de la AAA para mejorar sus habilidades en lucha. En 2005 dejó la AAA y comenzó a trabajar para diversas promociones de lucha independiente en México y Estados Unidos.

### Circuito independiente (2006-2009)

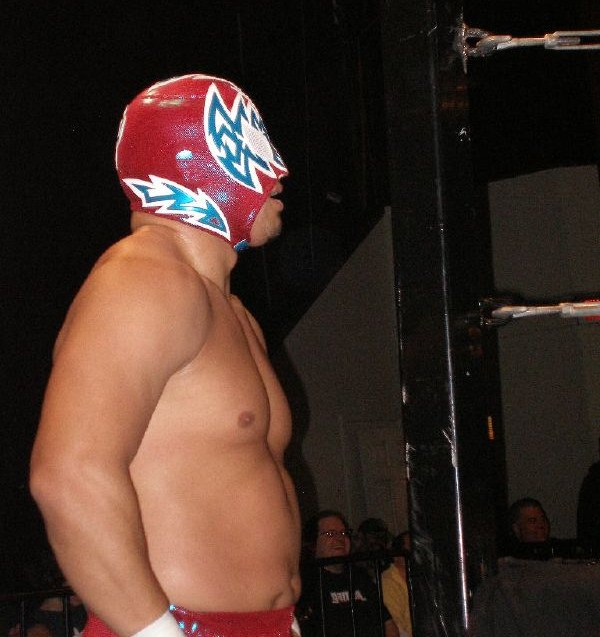
Arias en un evento de Antofagasta, como Incógnito.

Incógnito hizo su primera aparición importante en 2006 en la Total Nonstop Action Wrestling (TNA), donde junto a Shocker, Magno y Puma, participaron en la TNA X World Cup como Team Mexico. Su única lucha en el torneo fue un 16-man Gauntlet match que incluía a los cuatro equipos, siendo eliminado por el miembro del Team TNA Sonjay Dutt. Al final el Team México terminó en tercer lugar. Tras su comparecencia en la TNA, Incógnito comenzó a trabajar regularmente para la National Wrestling Alliance (NWA), a menudo haciendo equipo con Sicodélico Jr. Los dos participaron en un torneo para coronar a los nuevos Campeones Mundiales en Parejas de la NWA, pero perdió ante Joey Ryan y Karl Anderson en la última pelea, que también incluyó a Billy Kidman y Sean Waltman.
El 22 de septiembre de 2007, Incógnito hizo su primera aparición en Chikara, donde participó en el Torneo Cibernético como parte de un equipo de ocho luchadores enmascarados (Equinoccio, Las Chivas Rayadas, Lince Dorado, Los Helados y Magno). El equipo perdió ante The Kings of Wrestling. Incógnito regresó a Chikara en 2008 para una serie de apariciones. Se asoció con El Pantera y La Lince Dorada para formar el equipo de Los Luchadores de México, ganando el torneo del King of Trios en 2008 tras derrotar a BLKOUT (Eddie Kingston, Joker & Ruckus) en la final. También ganó el torneo Rey de Voladores en 2008 al derrotar a Helios en la final, celebrada el 18 de mayo de 2008. En abril de 2009 Incógnito hizo dos apariciones en Ring of Honor. El 3 de abril hizo equipo con Chris Hero y Eddie Edwards para derrotar a Jay Briscoe, Kevin Steen y Magno y el 4 de abril se asoció con Hero, Edwards & Davey Richards para derrotar a El Generico, Steen, Briscoe y Magno.

### World Wrestling Entertainment / WWE (2009-2019)

#### Florida Championship Wrestling (2009-2011)
El 14 de diciembre de 2009 Incógnito hizo una lucha de pruebas para la World Wrestling Entertainment sin máscara bajo su verdadero nombre en un episodio de ECW junto con Julio Cruz perdiendo ante Caylen Croft y Trent Barreta. Debido a su lucha, la WWE le ofreció un contrato de desarrollo, siendo enviado al territorio de desarrollo, la Florida Championship Wrestling (FCW). Más tarde cambió su nombre a Hunico, manteniendo su máscara y traje. En abril empezó a hacer equipo con Tito Colón, contra los Campeones de Florida en Parejas de la FCW The Uso Brothers (Jimmy y Jey), pero no tuvieron éxito. Más tarde, a Tito Colón se le dio un nuevo personaje, un luchador enmascarado llamado "Dos Equis" (más tarde cambió a "Epico"), siendo conocido como Los Aviadores. El 3 de junio de 2010, ganaron los títulos al derrotar a The Uso Brothers. A pesar de que los perdieron el 15 de julio ante Kaval y Michael McGillicutty, los recuperaron al día siguiente en la revancha, hasta que los perdieron ante Johnny Curtis y Derrick Bateman el 13 de agosto de 2011. El 26 de julio de 2011, en la edición de NXT, luchó en un Dark Match contra Justin Gabriel, perdiendo el combate.

#### 2011
El 12 de agosto, en la edición de SmackDown, Arriaga hizo su debut en televisión, asumiendo el papel de Sin Cara, debido a la suspensión de 30 días que tuvo el primer intérprete del personaje por violar el programa de bienestar de la WWE, en esta edición derrotó a Tyson Kidd. Arriaga continuó como Sin Cara por las siguientes semanas, participó en el Battle Royal para determinar el aspirante #1 al Campeonato Mundial Peso Pesado, pero fue eliminado por Mark Henry. El 30 de agosto, durante la edición de SmackDown, Sin Cara derrotó a Daniel Bryan. Después de la lucha, Sin Cara le dio la mano a Bryan en señal de respeto, pero luego de eso lo atacó con una patada en la cabeza cambiando a heel.
En la edición del 16 de septiembre en SmackDown, Sin Cara hizo su regreso, encarándose a la versión impostora de él. El 19 de septiembre, en la edición de RAW Super Show, se iba a efectuar una lucha entre Cody Rhodes contra Sin Cara (original) y antes de que comenzara, apareció Sin Cara (falso), para atacar al original, pero este lo sacó del ring con una patada. El 23 de septiembre, en la edición de SmackDown, el impostor de Sin Cara atacó al original durante una lucha contra Daniel Bryan, y él mismo derrotó a Bryan. En la semana siguiente, Sin Cara falso utilizó un traje negro para distinguir a la versión original y ambos se van a enfrentar en el evento Hell in a Cell. En el evento lucharon ambos Sin Caras siendo derrotado por el original. Sin embargo, la rivalidad de ambos continuó en la siguiente edición de SmackDown donde Sin Cara Negro atacó a Sin Cara Azul, le quitó la máscara y se la puso, luego derrotó a Justin Gabriel en una lucha. La rivalidad terminó el 21 de octubre, en SmackDown en México, D. F. en una lucha de Máscara contra Máscara donde Sin Cara derrotó a Sin Cara Negro obligando a que se quitara la máscara.
El 28 de octubre, en la edición de SmackDown, Arriaga fue entrevistado por Matt Striker, donde se nombró a sí mismo como Hunico usando un gimmick de un pandillero mexicano. El 4 de noviembre, durante la edición de SmackDown, Hunico continuó su rivalidad con Sin Cara atacándolo en varias ocasiones junto con su compañero de equipo Epico. En Survivor Series el Team Barrett (Wade Barrett, Cody Rhodes, Hunico, Jack Swagger y Dolph Ziggler) derrotó al Team Orton (Randy Orton, Kofi Kingston, Sin Cara, Sheamus y Mason Ryan), aunque durante el combate fue eliminado por Orton. Además, durante la lucha, Sin Cara sufrió una lesión cuando saltó sobre las cuerdas, y como consecuencia, la rivalidad entre Hunico y Sin Cara tuvo que terminar momentáneamente por lo que tuvo que empezar un feudo con Ted DiBiase debido a que Hunico no fue invitado a una de las fiestas de los DiBiase's Posse. Durante ese tiempo, comenzó a ser acompañado por Camacho, quién se convirtió en su guardaespaldas en la edición de Superstars el 15 de diciembre.

#### 2012-2014
El 20 de enero de 2012, en SmackDown Hunico se enfrentó a DiBiase en un Flag Match siendo derrotado. Sin embargo, Hunico consiguió derrotar a DiBiase en 2 ocasiones anteriormente. Hunico y DiBiase volvieron a enfrentarse el 27 de enero en SmackDown, ganando el combate Hunico para después junto a Camacho atacar a DiBiase, quien ya estaba con una lesión en su brazo. Hunico participó en el Royal Rumble, sin embargo fue eliminado por Kharma. En el Dark Match de Elimination Chamber derrotó a Alex Riley. En la edición del programa 666 de SmackDown luchó contra el Campeón Intercontinental Christian pero fue derrotado. En No Way Out enfrentó a Sin Cara, pero fue derrotado. En Money In The Bank Camacho y Hunico fueron derrotados por Kofi Kingston y R-Truth. El 23 de julio en el Raw 1000th, Hunico junto con Camacho y otros cuatro luchadores intentaron emboscar a Kane para hacer una declaración, pero The Undertaker regresó para salvar a Kane, y atacó a Hunico con un Chockeslam. Actualmente se encuentra recuperándose de una lesión en ligamento cruzado anterior. Hunico hizo su regreso en WrestleMania Axxess perdiendo con Camacho contra Ezekiel Jackson y Yoshi Tatsu. El 31 de mayo de 2013 regreso a la acción, en un House Show en vivo que la empresa realizó en Glens Falls, Nueva York, donde fue derrotado por Ted Dibiase. Esporádicamente aparece en eventos en vivo viéndose por última vez en la gira de WWE por México, del 16 a 19 de octubre, teniendo duelos contra Tyson Kidd. Regreso a la TV el 6 de noviembre en WWE Main Event junto con Camacho, perdiendo ante The Usos. El 11 de noviembre en NXT se enfrentaron a The Ascension por los Campeonatos por Parejas de NXT, pero fueron derrotados. El 1 de diciembre retomó su personaje de Sin Cara en contra de Alberto del Rio, venciéndolo y cambiando a Face. A la siguiente semana en los Slamy Awards, repitió su triunfo sobre Del Rio. Durante las siguientes semanas tuvo una racha de victorias ante luchadores como Curtis Axel y Drew McIntyre.
El 6 de enero de 2014 en RAW Old School fue derrotado por Del Rio, terminando su rivalidad. En WrestleMania 30 luchó en un Battle Royal en honor a Andre The Giant, pero fue ganado por Cesaro. El 20 de julio en WWE Battleground participó en un Battle Royal para coronar al vacante Campeón Intercontinental, pero fue eliminado por Bo Dallas. El 24 de julio en NXT formó un nuevo equipo con Kalisto. Juntos, derrotaron a The Vaudevillians. Ambos ganaron un torneo para obtener una oportunidad al Campeonato en Parejas de NXT. El 11 de septiembre de 2014, en NXT Takeover: Fatal 4 Way, Lucha Dragons derrotaron a The Ascension, ganando los campeonatos.

#### 2015-2019
Tras derrotar al Campeón Intercontinental Bad News Barrett en un combate no titular el 9 de enero de 2015 en SmackDown, recibió un combate por el título la semana siguiente, el 15 de enero. Sin embargo, fue derrotado. Ese mismo día, pero en las grabaciones de NXT, perdió junto a Kalisto el Campeonato de parejas de NXT ante Buddy Murphy y Wesley Blake, 10 días más tarde participó del Royal Rumble, en donde entró en la octava posición, siendo inmediatamente eliminado por Bray Wyatt.
Junto con Kalisto debutaron como The Lucha Dragons en el roster principal de luchadores el 17 de febrero, derrotando en WWE Main Event a Heath Slater y Curtis Axel. Desde ese entonces se han ido enfrentando con otros equipos en dicho segmento, hasta el 30 de marzo en donde The Lucha Dragons debutan en Raw venciendo junto con The New Day a Cesaro & Tyson Kidd, y The Ascension con un destacado papel de Kalisto.
A fines de 2015 durante una lucha con New Day Sin Cara cae mal al ringside tras ser arrojado por Big E, dislocándose el hombro. Aun así pudo terminar la lucha (cayendo derrotado). En febrero de 2016 regresa tras su lesión para ayudar a Kalisto en la resolución de su feudo con Alberto Del Rio por el Campeonato de los Estados Unidos. En el proceso, es introducido por Kevin Owens como aspirante a retador por el Campeonato Intercontinental, participando en una Ladder Match en WrestleMania 32, lucha ganada por Zack Ryder.
Luego participó en varias luchas por equipo junto con Kalisto. En 2018 tuvo varias oportunidades por el Campeonato de los Estados Unidos contra Baron Corbin las cuales fueron 3 luchas en SmackDown las cuales perdió.Participó en el kick-off de Extreme Rules 2018  pero perdió contra Andrade Cien Almas por culpa de su mánager Zelina Vega. Luego de esto tuvo una lesión que lo alejaría de WWE por todo un año.
En 2019 regreso durante la 50—Man Battle Royal Match en Super ShowDown, eliminando a Shinsuke Nakamura pero sería eliminado por Rusev. Luego estaría inactivo nuevamente hasta octubre, que por el Draft fue enviado a Raw, regresando en Raw del 21 de octubre enfrentándose a Andrade pero perdió por interferencia de Zelina Vega. La siguiente semana en Raw fue acompañado por Carolina para que se encargue de Zelina Vega durante su combate contra Andrade, sin embargo perdió el combate. En el Kick-Off de WWE Crown Jewel, participó en la 20-Man Battle Royal Match por una oportunidad al Campeonato de los Estados Unidos de AJ Styles, sin embargo fue eliminado por Andrade "Cien" Almas siendo su última lucha en la WWE.
El 11 de noviembre, mediante un comunicado, anuncia que pidió la liberación de su contrato con la WWE Sin embargo, el 8 de diciembre, WWE anunció su despido después de 10 años con la empresa.

### Regreso a la AAA (2019-presente)
El 14 de diciembre de 2019, durante la vigésima tercera edición de Guerra de Titanes, un evento de lucha libre profesional producido por Lucha Libre AAA Worldwide, Sin Cara apareció de manera sorpresiva, auxiliando a Pagano de Killer Kross, marcando así, su regreso oficial a la empresa. El 17 de diciembre, Arriaga anunció que cambiaría su nombre a "Cinta de Oro", para continuar con el legado del original Cinta de Oro (Sergio Martinez) que murió en 2016. Los hijos del luchador original le dieron permiso a Arriaga para hacerlo, y le entregó la última máscara usada por su padre.

### IOCW Champion
El 22 de septiembre de 2021 derrotó a Rayo para proclamarse nuevo IOCW Champion. El show tuvo lugar en las calles de El Paso, Texas para celebrar la construcción de viviendas para los niños sin hogar de la ciudad. El luchador vivió en una de estas casas de acogida cuando era niño. El 31 de Octubre se presentó en México para disputar la batalla de los campeones, una lucha que involucraba al campeón de Ring of Honor Bandido, al campeón por parejas de All Elite Wrestling Penta El 0M y al campeón de tercias de Triple A Texano Jr. Cinta de Oro saldría victorioso de su primera defensa en México.
El 20 de noviembre realizó su primera defensa del campeonato en Puerto Rico derrotando al Cuervo de Puerto Rico en un show de la empresa LAWE.

## Videojuegos
Arias hizo su primera aparición en los videojuegos en WWE '13 como Hunico y más tarde aparecería en WWE 2K16, WWE 2K17, WWE 2K18, WWE 2K19 y WWE 2K20 como Sin Cara.

## En lucha

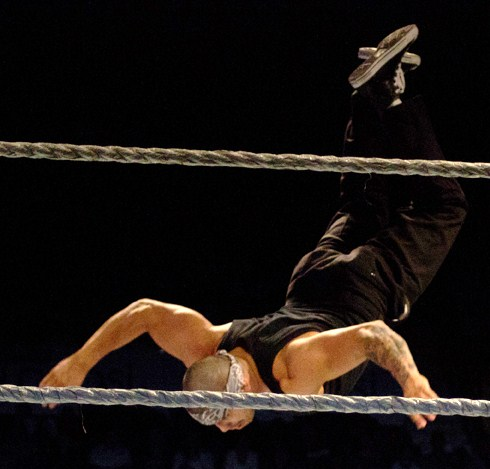
Hunico aplicando una "Falling Star".

- Movimientos finales
  - Como Sin Cara
    - Dragon Bomb[28] (High-angle senton bomb) - 2013-presente
    - Springboard senton bomb seguido de springboard moonsault - 2011
    - Victory Roll a un oponente en la tercera cuerda - 2012, 2014 - 2015

  - Como Hunico
    - Falling Star (High-angle senton bomb) (WWE)
    - Hunico Special (Leglock) (FCW) - 2000-2011
    - Backbreaker rack derivado en un Samoan drop, a veces desde una posición elevada (WWE); usado como movimiento de firma en FCW

  - Como Incognito
    - Incognito Especial (Leglock)
    - Quebradora (Inverted Boston crab)

- Movimientos de firma
- Roll-Up Powerbomb

- - Mexican Strecht II (Inverted Boston crab)
  - Diving moonsault side slam
  - Standing powerbomb
  - Wheelbarrow bodyscissors victory roll, a veces desde una posición elevada
  - Argentine backbreaker rack derivado en Samoan drop[29][30]
  - Slingshot dropkick a la cara de un oponente sentado en el rincón[31][32]
  - Springboard senton

- Apodos
  - "The International Sensation" - Como Sin Cara[33] - WWE

- Managers
  - Camacho
  - Catalina

## Campeonatos y logros
- Chikara
  - King of Trios (2008) - con El Pantera y Lince Dorado
  - Rey de Voladores (2008)

- Florida Championship Wrestling
  - FCW Florida Tag Team Championship (2 veces) - con Epico

- The Crash
  - Campeonato de Peso Completo de The Crash (1 vez)

- World Wrestling Association
  - WWA Middleweight Championship (1 vez)

- World Wrestling Entertainment/WWE
  - NXT Tag Team Championship (1 vez) - con Kalisto
  - NXT Tag Team Championship #1 del torneo Contender (2014) - con Kalisto
  - Slammy Award (1 vez)
    - Double Vision Moment of the Year (2011) – con Sin Cara Azul[34]

- International Open Challenge World Championship
  - IOCW Championship (3 veces y actual)

- Pro Wrestling Illustrated
  - Situado en el N.º 328 en los PWI 500 de 2008
  - Situado en el N.º 358 en los PWI 500 de 2010[35]
  - Situado en el N.º 296 en los PWI 500 de 2011[36]

## Luchas de apuestas
| Apuesta   | Ganador         | Perdedor         | Lugar                    | Fecha                 |
| --------- | --------------- | ---------------- | ------------------------ | --------------------- |
| Cabellera | Incógnito       | Rey Guerrero     | Ciudad Juárez, Chihuahua | Desconocido           |
| Cabellera | Incógnito       | El Migra         | Ciudad Juárez, Chihuahua | Desconocido           |
| Máscara   | Sin Cara (Azul) | Sin Cara (Negro) | México, D. F.            | 16 de octubre de 2011 |